# ソフィー・リュード
ソフィー・リュード（Sophie Rude、旧姓: Frémiet、1797年6月16日 - 1867年12月4日）は、フランスの画家である。彫刻家のフランソワ・リュードの妻である。

## 略歴
ディジョンで生まれた。父親はディジョン美術館の学芸員補佐で、熱心なナオレオンの支持者であった。またソフィーが後に結婚するフランソワ・リュードをパトロンとして支援していた。ソフィーはディジョン出身の画家アナトール・ドヴォージュ(Anatole Devosge: 1770–1850)に絵を学んだ。ドヴォージュはこの時代最も有力な画家であったジャック＝ルイ・ダヴィッドの弟子の一人であった。
1815年にフランス第一帝政が崩壊した後、多くのナポレオン支持者は国外に亡命し、ソフィーの家族もブリュッセルに亡命した。ブリュッセルでは、同じく亡命してきたジャック＝ルイ・ダヴィッド(1748-1825)から絵を学んだ。ダヴィッドの作品の模写を行い、自分の作品をブリュッセルやアントウェルペンの展覧会に出展するようになった。1820年にヘントの王立芸術アカデミーのコンクールで優勝し、ネーデルラント連合王国の王室から多くの注文を得るようになった。
1821年7月にフランソワ・リュード(1784-1855)と結婚し、翌年息子が生まれたが、息子は1830年に亡くなった。結婚後も画家としての活動を続けた。ソフィーのブリュッセルのスタジオにはブリュッセル生まれの女性画家、アデール・キント(Adèle Kindt: 1804-1893)のような若い画家もしばしば訪れた.。
1827年に家族はフランスに帰国し、パリに住んだ。夫はパリの教会からの注文の仕事をし、1833年にはエトワール凱旋門のレリーフの一つを制作し、フランス政府からの仕事をするようになった。ソフィーは凱旋門のレリーフの人物のモデルも務めた。
ソフィーは、画家としては歴史画も描いたが、1840年以降は肖像画を主に描くようになった。1855年に夫が亡くなった後も、芸術活動を続け、1867年にパリで没した。

## 作品

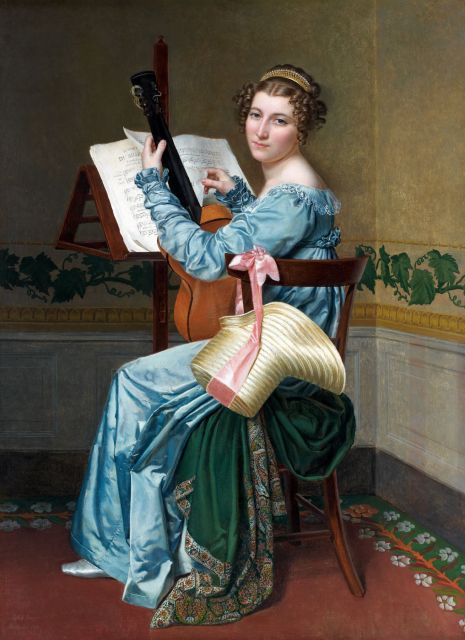
妹のVictorine van der Haertの肖像画 (1818)
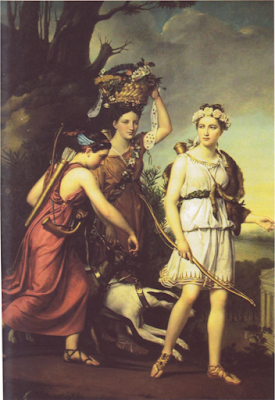
"La Belle Anthia" (1820)
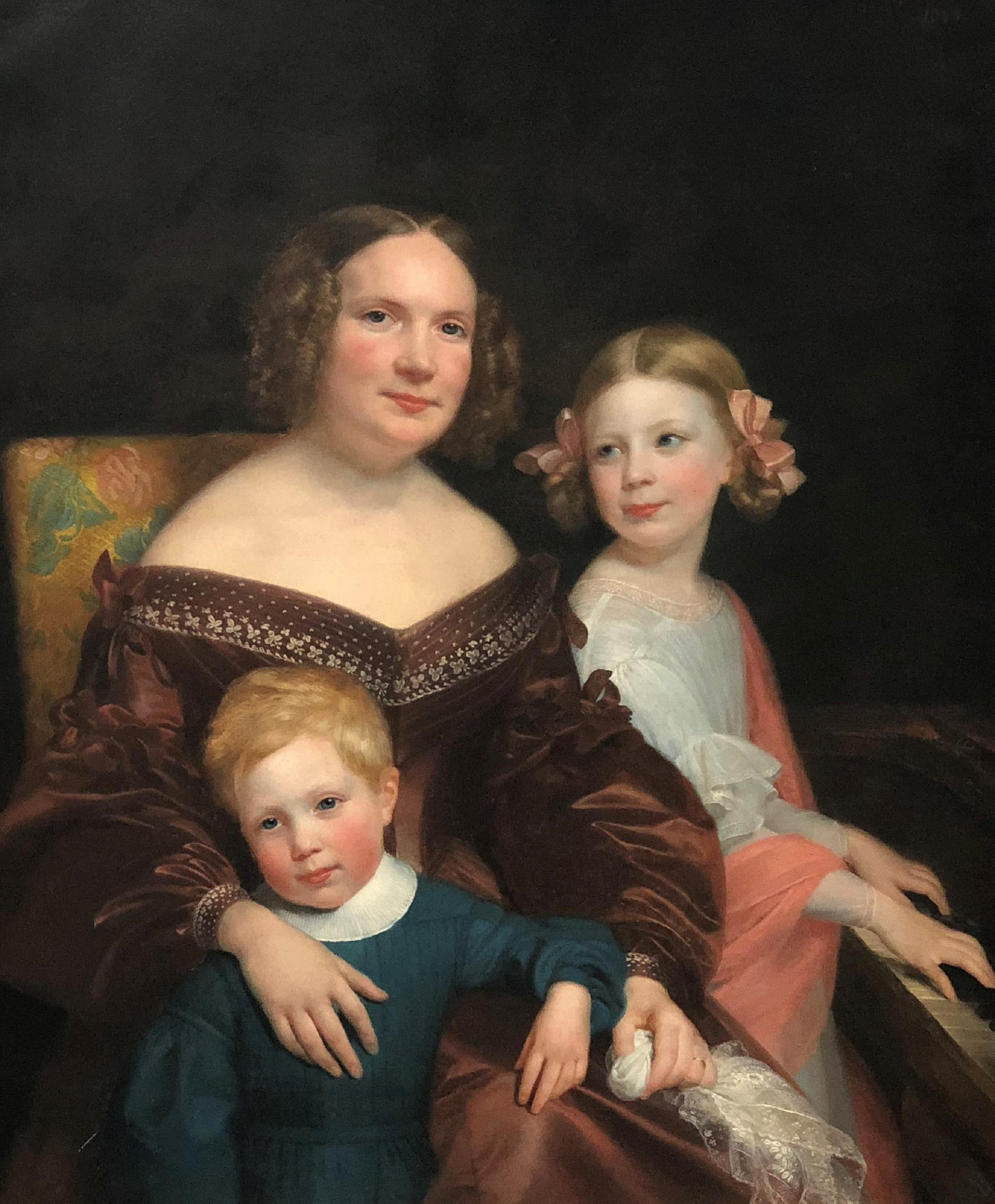
親子の肖像画 (1840)
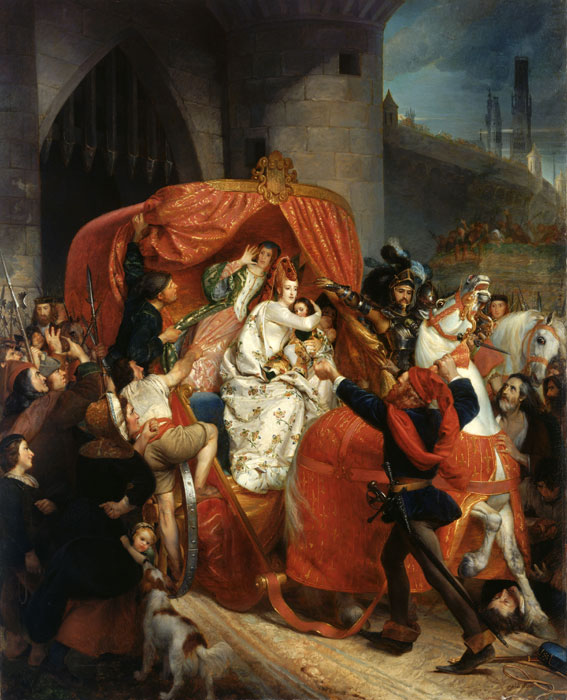
逮捕されるブルゴーニュ公爵夫人(1841) ディジョン美術館

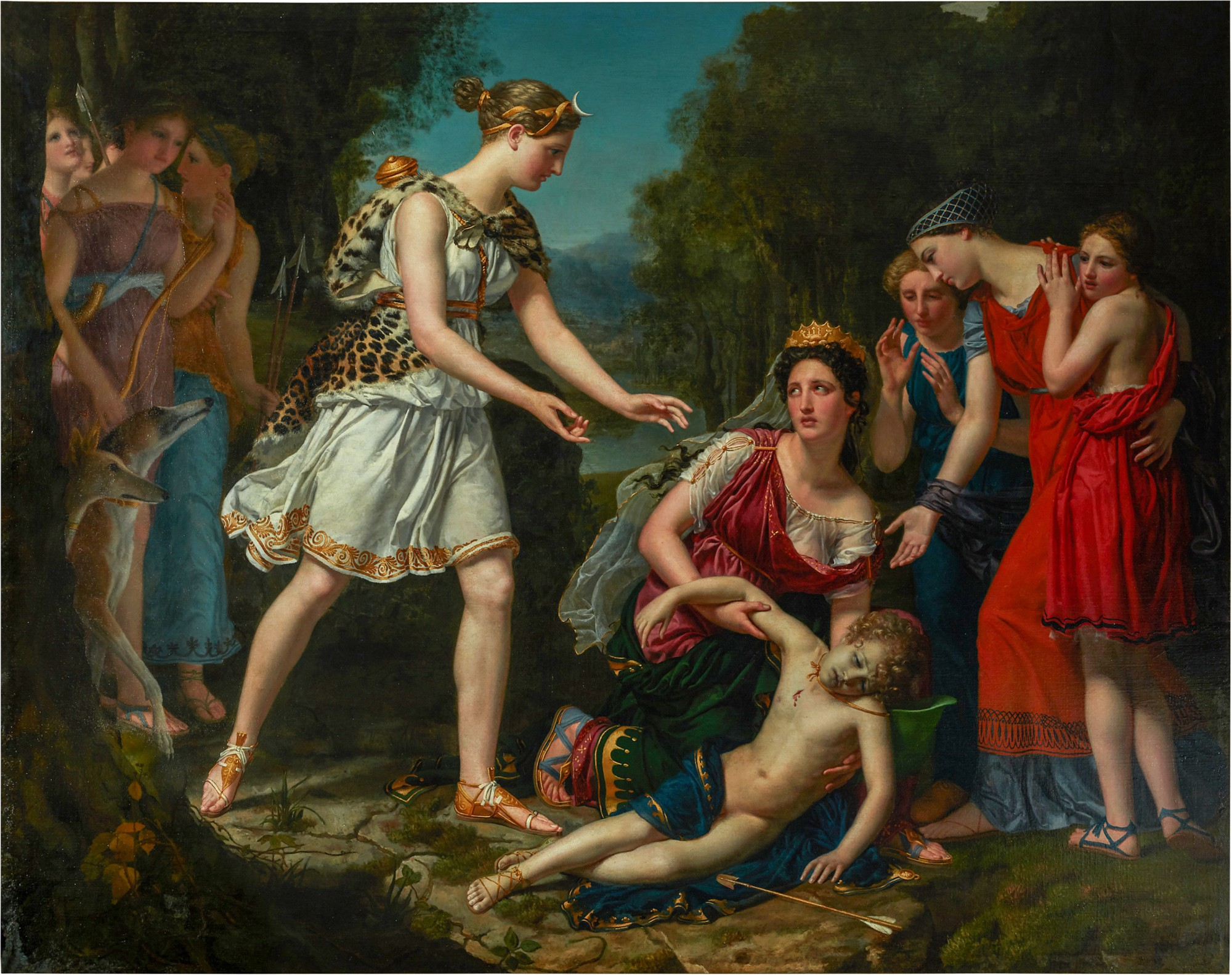
ネプトゥーヌスの息子(Cenchirias)の死
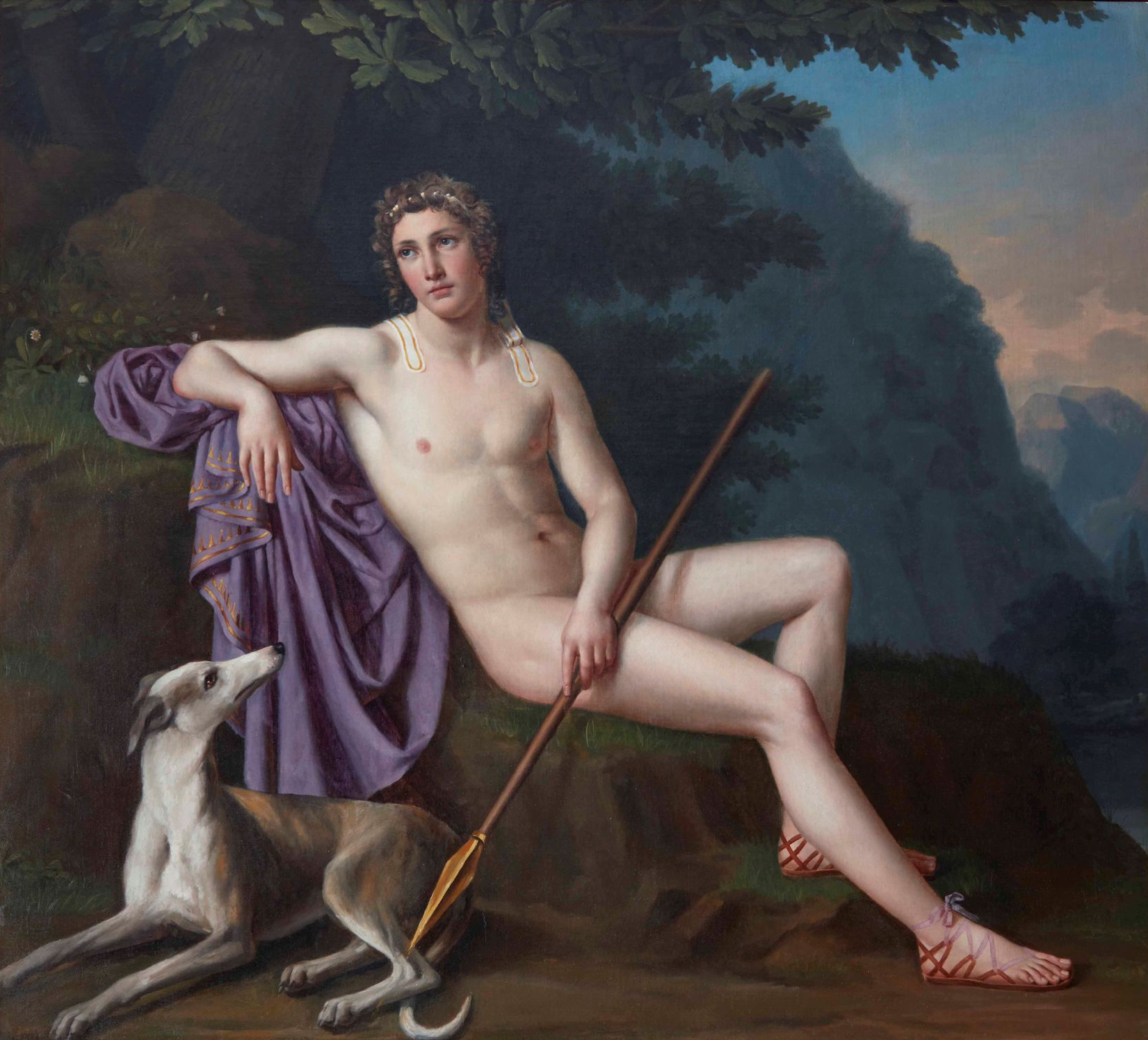
アドニスと犬
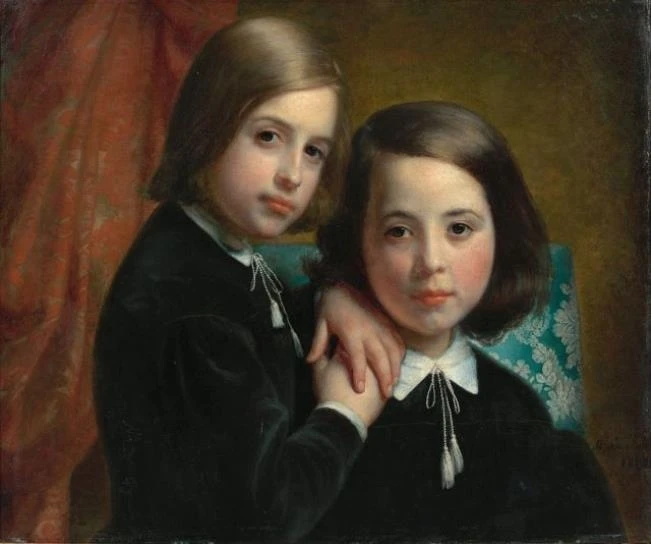
2人の少年の肖像画 (c.1850)